# Мачерет, Александр Вениаминович
Алекса́ндр Вениами́нович Мачере́т (1896, Баку — 1979, Москва) — советский кинорежиссёр

, сценарист, киновед и педагог, теоретик кино. Заслуженный деятель искусств РСФСР (1940).

## Биография
Родился 28 декабря 1896 года в Баку.
В 1914—1915 годах учился в Парижском университете. В 1922 году окончил факультет общественных наук Московского университета. В 1922—1923 годах работал юрисконсультом Мособлисполкома.
В 1922—1924 годах — актёр, художник театральной мастерской Николая Фореггера («Мастфор»), в 1924—1928 годах — режиссёр, художественный руководитель театра «Синяя блуза». Участвовал в работе живой газеты «Смычка». В 1928—1930 годах — член коллегии защитников. Жил с отцом, Вениамином Исааковичем Мачеретом, на Гоголевском бульваре, дом 15, кв. 4.
В 1928—1930 годах — режиссёр и член правления клуба «Красная Звезда» в Берлине. В книге «Три года в Берлинском торгпредстве» Тамара Солоневич писала о нём:

Небольшого роста, кругленький и добродушный, человек этот обладал царственным дарованием Юмора, с большой буквы. Достаточно ему было появиться на сцене и сказать несколько слов, как зал уже радостно ржал в ответ, все сразу веселели, морщины разглаживались. (...) С Мачеретом клубная жизнь оживилась, начались любительские постановки в стиле Синей Блузы, причем Мачерет сам сочинял злободневные пьесы в стихах, полные добродушной иронии с намеками на торгпредских служащих. Мачерет работал действительно не за страх, а за совесть. (...) Нужно добавить, что у Мачерета было еще одно незаменимое свойство — он удивительно умел уговаривать людей. Из этого свойства и вытекал его успех во всех начинаниях. Правда, только по первоначалу. Через год на Мачерета стали косо поглядывать, а через год и два месяца он тихо и незаметно исчез с берлинского горизонта, и на его месте в клубе появилась новая мрачная фигура какого-то бывшего чекиста.
Вернувшись в Москву, работал ассистентом у Юлия Райзмана на фильме «Земля жаждет». Весной 1931 года был назначен заведующим сценарным отделом Московской кинофабрики. В 1932 году на экраны вышел его режиссёрский дебют — фильм «Дела и люди», посвящённый ударникам Днепростроя.
В 1935 году по его сценарию «Окрыленные люди» Юлий Райзман поставил фильм «Лётчики». В 1936 году по сценарию Валентина Катаева снял один из первых оборонных фильмов о будущей войне «Родина зовёт».
В 1938 году поставил по сценарию Юрия Олеши антифашистский фильм «Болотные солдаты», где характерный актёр Семён Межинский исполнил роль аптекаря-еврея. В 1939 году на экраны вышла его шпионская кинодрама «Ошибка инженера Кочина» по мотивам пьесы братьев Тур и Льва Шейнина «Очная ставка», в которой были показаны различные типы шпионов.
Член художественного совета киностудии «Мосфильм» (1940). В 1940 году в содружестве с Всеволодом Пудовкиным и Эсфирь Шуб написал сценарий юбилейного киноочерка «Кино за 20 лет». В 1941 году поставил экспериментальный киносборник «Цветные киноновеллы» («Свинопас» и «Небо и ад»). По оценке российского киноведа Петра Багрова, «Свинопас» — «быть может, единственная безупречная экранизация Андерсена за всю историю советского кино». 7 июля 1941 года был включен в состав редакции «Боевых киносборников».
В 1942—1943 годах — художественный руководитель Ташкентской киностудии, в 1944—1948 годах — Свердловской киностудии. Его работа подверглась критике в статье «За три года — три картины», опубликованной 17 января 1948 года в «Комсомольской правде». Фильм «Страницы жизни», поставленный им в 1948 году совместно с Борисом Барнетом, был раскритикован за «наличие фальшивой формалистической условности и бескрылый натурализм» и стал его последней режиссёрской работой.
В 1949 году в ходе кампании по борьбе с космополитизмом как «неотвечающий повышенным требованиям» был отстранён от режиссуры и переведён на работу заведующим литературной частью Театра-студии киноактёра.
В 1951—1955 годах работал заместителем директора по научной части Госфильмофонда СССР. Под его руководством была впервые предпринята систематизация фильмографических сведений о всех советских художественных фильмах и создан уникальный многотомный каталог. Затем был членом редколлегии «Ежегодника кино».
В 1960—1962 годах ассистировал Евгению Габриловичу в руководстве сценарной мастерской на Высших сценарных курсах, а в 1964—1966 годах преподавал работу с актёром на отделении режиссёров-постановщиков художественного фильма Высших курсов сценаристов и режиссёров.
Автор ряда книг и статей по вопросам истории и теории кино.

Могила на Кунцевском кладбище

Умер 12 сентября 1979 года в Москве. Похоронен на Кунцевском кладбище.

## Семья
Жена — Александра Александровна Мачерет (урождённая Лютова; 1919—2012), актриса, ассистент режиссёра и второй режиссёр киностудии «Мосфильм». Похоронена вместе с мужем на Кунцевском кладбище.
Сын — Борис Александрович Мачерет (1927, Москва — 1986, Одесса), кинооператор.
Сын — Юрий Александрович Мачерет (род. 1944, Тбилиси), художник. Его жена — Марина Андреевна Файдыш (Файдыш-Ольшанецкая; род. в 1946), художник-график.

## Фильмография

### Режиссёр
- 1932 — Дела и люди
- 1934 — Частная жизнь Петра Виноградова
- 1936 — Родина зовёт
- 1938 — Болотные солдаты
- 1939 — Ошибка инженера Кочина
- 1941 — Цветные киноновеллы
- 1942 — Пауки (режиссёрская разработка, новелла в Боевом киносборнике № 11)[19][20]
- 1944 — Я — черноморец (совместно с Владимиром Брауном)
- 1948 — Страницы жизни (совместно с Борисом Барнетом)

### Сценарист
- 1932 — Дела и люди
- 1935 — Лётчики
- 1936 — Родина зовёт (совместно с Валентином Катаевым)
- 1938 — Болотные солдаты (совместно с Юрием Олешей)
- 1939 — Ошибка инженера Кочина (совместно с Юрием Олешей)
- 1940 — Кино за 20 лет (документальный, совместно с Всеволодом Пудовкиным, Эсфирь Шуб, Юрием Олешей)
- 1941 — Цветные киноновеллы
- 1948 — Страницы жизни  (совместно с Валентином Катаевым)

### Актёр
- 1958 — Сампо (СССР—Финляндия) реж. А. Птушко

## Сочинения
- Метод или жанр? // Синяя блуза : журнал. — 1926. — Сентябрь (№ 41). — С. 16—19.
- «Дела и люди». Вместо предисловия к фильме // Пролетарское кино : журнал. — 1932. — № 13—14. — С. 11—13.
- Московская фабрика Мосфильм // Советское кино : журнал. — 1933. — № 7. — С. 8—12.
- Актер и кинодраматург. – Москва: Искусство, 1955. — 192 с.
- Herec a filmový dramatik / Alexandr Veniaminovič Mačeret; Přel. dr. Otakar Váňa. — Praha: Státní pedagogické nakl., 1958. — 137 с.
- Художественные течения в советском кино. — Москва: Искусство, 1963. — 335 с.
- Реальность мира на экране. — Москва: Искусство, 1968. — 312 с.
- Художественность фильма. — Москва: Искусство, 1975. — 255 с.
- О поэтике киноискусства / Александр Мачерет. — М.: Искусство, 1981. — 304 с.

## Звания и награды
- Заслуженный деятель искусств РСФСР (1940)[21].